# Vita nella banlieue
Vita nella banlieue (Banlieusards) è un film del 2019 scritto, co-diretto e interpretato da Kery James, al suo esordio cinematografico.

## Trama
Giugno 2018. La famiglia Traoré vive nella periferia di Parigi nella città di Bois-l'Abbé, a cavallo tra le città di Chennevières-sur-Marne e Champigny-sur-Marne. La madre vedova alleva i suoi tre figli. Demba, il maggiore, è un trasgressore recidivo che viene preso come esempio dal più giovane, Noumouké. Il mediano, Soulaymaan, è un promettente studente di legge che deve partecipare a un contest universitario, in cui sostiene la tesi che lo Stato non è responsabile della condizione in cui versano le banleue. La sua controparte, una ragazza della piccola borghesia francese che vive in centro a Parigi, dovrebbe dimostrare il contrario. 
I tre fratelli, di natura molto diversa tra loro, vivono nei sobborghi cercando un modo per tirare avanti, ma i contrasti sono inevitabili.
Il quindicenne Noumouké deve scegliere a quale dei fratelli ispirarsi: allo studente di giurisprudenza Soulaymaan o al criminale Demba?

## Produzione
Le riprese si svolgono a Cité du Bois-l'Abbé e a Champigny-sur-Marne, (Val-de-Marne) nell'autunno 2018. Alcune scene riprese dalla terrazza in cima alla Torre Rodin consentono di ammirare grandi paesaggi della Val-de-Marne e della regione di Parigi. 
Alcune scene sono state girate a Parigi.

## Musica
Kery James registra tre brani inediti per il film. Il primo è  A qui la faute?  In collaborazione con Orelsan. Il secondo è un duetto con Youssoupha,  Les Eyeux Mouillés , la cui clip è diretta da Leïla Sy. Il terzo è  Kill a man  con Lacrim.
Nel film sono presenti anche canzoni inedite, come "Letter to the Republic" di Kery James, "After Laughter (Comes Tears)" di Wendy Rene, "Little Ghetto Boy" di Donny Hathaway, ecc.

## Accoglienza
Il film riceve una critica positiva su L'Humanité : 

## Distribuzione
Il film è stato distribuito nelle sale cinematografiche italiane a partire dal 12 ottobre 2019.

## Sequel
Da settembre 2023 è stato distribuito il sequel Vita nella banlieue 2.